# Parabothria punoensis
Parabothria punoensis là một loài ruồi trong họ Tachinidae.